# VaKE
VaKE (Values and Knowledge Education, also Werte- und Wissenserziehung) ist ein didaktisches Konzept für den schulischen Unterricht. VaKE ist eine offene Unterrichtsmethode. Es bezieht sich auf kein spezifisches Unterrichtsfach, sondern kann in jeder Domäne mit Wissensinhalten (also nicht dem Kunst-, Sport- o. ä. Schulfächern) eingesetzt werden. Einer der Auslöser der Konzipierung von VaKE ist die Feststellung, dass es vielen Lehrkörpern schwerfällt, im Fachunterricht simultan gesellschaftliche Normen sowie curriculäre Inhalte zu vermitteln.

## Funktionsweise von VaKE
Zunächst wählt der ausführende Fachlehrer ein Sachgebiet aus, von dem er sich wünscht, dass seine Schüler darin neues Wissen erwerben. Nun formuliert er eine Problemstellung bzw. einen Problemkomplex, zu dem eine Lösung oder Lösungsmenge durch die Schüler gefunden werden soll. Dabei ist das Problem
1. so formuliert, dass wichtige Daten für eine vollständige Problemdefinition bewusst fehlen und
2. dass – im Sinne von Vygotsky gesprochen – die Anforderungen im Bereich der Zone der proximalen Entwicklung liegen.
3. Das Problem enthält eine moralische Dilemma-Situation.

Typischerweise beginnen die Schüler nach Bekanntgabe der zu bearbeitenden VaKE-Aufgabe mit der Erarbeitung erster Lösungsversuche. Bald wird generell klar, dass keine von den Schülern vertretende moralische Position im Sinne eines Lösungsangebotes endgültig durchdacht ist und dass weitere Informationen (siehe 1.)) fehlen. Diese fehlenden Daten sind üblicherweise inhaltlicher Natur, wobei die fehlenden Inhalte natürlich aus dem curriculären Gebiet stammen, in welchem der Klassenlehrer Wissenszuwachs erwünscht.
Im nächsten Schritt beginnen die Schüler mit der Recherche von Inhalten, von denen sie glauben, dass sie dazu führen werden, die vertretenen Moral-Meinungen mit Faktendaten untermauern zu können. Dabei wird typischerweise
- vom Internet,
- Büchereien
- den vom Lehrer in groben Zügen vorbereiteten Unterlagen etc.

für Nachforschungen Gebrauch gemacht.
Zu dem Zeitpunkt, an dem die Faktenlage ausreichend verbessert wurde, kann eine neue Phase des moralischen Argumentierens über eine mögliche Lösung eingeleitet werden.

## Rolle des Lehrers
Der Lehrer nimmt eine beratende und unterstützende Position ein. Als psychologische Herausforderung für den Lehrer darf gelten, dass zu Beginn eines VaKE-Projektes aufgrund der Offenheit dieses Lehrmodells nicht klar sein kann, in welche Richtung die Schülerrecherchen für die Lösung des beschriebenen Moral-Dilemmas laufen. Dabei ist es durchaus keine Seltenheit, dass äußerst umfassende Recherchen von Klassenmitgliedern in den Bereichen ausgeführt werden, die dem Lehrer selbst nicht explizit bekannt sind. Die Folge ist somit teilweise eine Umkehr der üblichen, schulischen Rollenverteilung in Bezug auf die Fachkompetenz – kurz: Der Schüler weiß zum Schluss mehr als der Lehrer. Der Lehrer muss sich auf diese Herausforderung einlassen können!

## VaKE anhand eines Beispiels aus dem jur. Unterricht
(dieses Beispiel kann beispielsweise in Sozialkunde oder Politik der Sekundarstufe II eingesetzt werden, da das Unterrichtsfach „Jura“ in üblichen deutschsprachigen allgemeinbildenden Schulen nicht existiert):
Michael arbeitet als Lehrling bei einer Tischlerei. Sein Lehrmeister ist sehr erfahren, doch eines Tages macht dieser einen Fehler, der den Betrieb 3000,- Euro kostet. Der Meister behauptet gegenüber der Firmenleitung, dass Michael den Fehler gemacht habe. Michael wird entlassen und erzählt seinen Eltern die Geschichte. Er will aber nicht kämpfen, sondern sucht eine neue Lehrstelle, kann aber keine finden. Nach einigen Wochen bekommt er einen Anruf vom Besitzer der Tischlerei, er könne dort wieder arbeiten. Er denkt, alles sei wieder in Ordnung, fängt dort an und erfährt eines Tages, dass sein Vater den Schaden reguliert hat –
einen Schaden, für den Michael nicht verantwortlich war.
Möglicher Aufforderungscharakter besteht hierin in dem Mangel der Geschichte in Sachen Informationen über die rechtlichen Lage, das Vorliegen von Gegenzeugen, praktische Chancen im Falle einer Klageführung gegen den Betrieb durch den Vater von Michael als gesetzlicher Vertreter, Faktendaten über die Branche („wenn ich klage, spricht sich das dann rum und ich bekomme nie wieder in der regionalen Tischlerei-Industrie eine Ausbildungsstelle?“), mögliche Interventionsmöglichkeiten über die zuständige Industrie- und Handelskammer etc. Ebendiese nicht initial vorliegenden Daten zählen zu dem VaKE-Anteil „KE“, also Knowledge Education. Liegen diese nach einer Schülerrecherche nun vor, kann – basierend auf der nun vervollständigten Situationsbeschreibung – moralisch über das Für und Wider von juristischen Schritten, der Akzeptanz der Kündigung oder anderen Lösungwegen diskutiert werden; dies wäre dann der „values“-Anteil von VaKE.

## VaKE anhand eines Beispiels aus dem naturwissenschaftlich-technischen Unterricht
Herr Müller hat eine Familie mit einigen Kindern. Er ist gelernter Schweißer und möchte aus familiären Gründen nicht schon wieder mit den Kindern umziehen, nur um irgendwo eine Schweißerstelle zu bekommen. Doch benötigt er eine berufliche Stelle, denn Herr M. wurde vor einem Monat gekündigt. Von daher ist Herr M. bereit, auch regionale Angebote anzunehmen, die vielleicht nicht vollständig zu seiner zurückliegenden Berufsausbildung passen. Über ein Zeitungsinserat erfährt er, dass ein bekannter Energieversorgungskonzern in seiner Nähe ein Atomkraftwerk bauen will. Für dieses Projekt werden zum nächsten Quartal 50 m./w. BauarbeiterInnen gesucht, die über Schweiß-Kenntnisse verfügen müssen. Herr M. ist zögerlich: eigentlich ist er doch kategorisch gegen Kernenergie. Aber wenn er für den Stromriesen bauen ginge, könnten seine Kinder, die ihm sehr viel bedeuten, in der Region bleiben und ihre sozialen Kontakte behalten. Wie soll Müller verfahren?
Der mögliche Aufforderungscharakter besteht hierin, z. B. anhand von aktuellen Daten Wissen über Kernenergie, verschiedene Nuklearkraftwerks-Typen, die mögliche Strahlenbelastung, die alternativen Jobmöglichkeiten für arbeitslose Schweißer in der Region X durch etwa eine Arbeitsamt-Fortbildung etc. zu erforschen. Auch sollte man (in der Theorie) klären, inwiefern es für die Kinder ein Problem wäre, wenn z. B. wieder die Mutter (über die im VaKE-Problem [bewusst] nichts ausgesagt wurde) halbtags arbeiten ginge und Herr Müller für eine weitere Halbtagsstelle pendeln ginge, so dass er einen „vollwertigen Schweißerjob“ bekäme, abends aber etwas mit den Kindern unternehmen könnte. Dann könnte man auch moralisch begründet werden, was die schülerische Lerngruppe bei der Präsentation ihres VaKE-Dilemmas ggü. dem Lehrer und den anderen Gruppen als ihre Lösung präsentiert.

## Frage der Universalität der Einsetzbarkeit von VaKE
Generell wird päd. angenommen, dass für sehr schwache Schüler ein frontalerer, lehrerzentrierter Unterrichtsstil angemessen sei. Das VaKE-Konzept versucht nicht, diese Lehrmeinung umzustoßen. Tatsache ist jedoch, dass die offene Unterrichtsmethode VaKE zu leistungsstärkeren Schülern sehr gut passt. Zum Zeitpunkt der Niederschrift dieses Artikels in seiner ersten Fassung befanden sich im süddeutschen / öst. Raum akademische Facharbeiten in der Entwicklung, die der Frage nachgehen, ob VaKE auch eine kluge Unterrichtsoption für offenen Unterricht in der öst. ASO bzw. der dt. Förderschule (früher „Sonderschule“) wäre. Dabei darf – auch vor der Veröffentlichung der Ergebnisse -– davon ausgegangen werden, dass VaKE an sonderpäd. Einrichtungen keine völlige Unmöglichkeit ist, sondern VaKE-Dilemmata durch den Lehrer so konzipiert werden sollten, dass der Schwierigkeitsgrad eher geringer ist als es der wäre, den man Schülern gleichen Alters in höheren Schulen zumuten würde, das heißt, es muss von Schülern von sonderpäd. Einrichtungen tendenziell weniger recherchiert werden, um eine akzeptable Lösung für das Dilemma und das Vervollständigen fehlenden Fakten-Wissens zu erzielen.

## Etablierung des Konzepts
Das Konzept wurde bereits an zahlreichen Schulen durchgeführt. Exemplarisch für außerschulische Einsätze sei hier die Sommerakademie für Begabte in Obertrum, Österreich (2003) genannt.